# Neustift an der Lafnitz
Neustift an der Lafnitz é um município da Áustria localizado no distrito de Oberwart, no estado de Burgenland.